# Abdelilah ben Ali el-Hachemi
Abdelilah ben Ali el-Hachemi (né le 14 novembre 1913 à Taïf et mort le 14 juillet 1958 à Bagdad) est prince hachémite et un homme politique irakien. Oncle du jeune roi Fayçal II, il est régent du royaume d'Irak durant la minorité du souverain (1939-1953), puis héritier présomptif de 1943 à sa mort.

## Biographie
Abdelilah est le fils d'Ali ben Hussein (1879-1935), roi du Hedjaz, et de Chérifa Néfissa bint Abdelilah. Il est nommé régent en 1939, après la mort brutale de son beau-frère le roi Ghazi et l'avènement du jeune fils de celui-ci, Fayçal II. Tout dévoué aux intérêts du Royaume-Uni, Abdelilah se heurte à l’opposition de l'ancien Premier ministre nationaliste Rachid Ali al-Gillani, qui le chasse du pouvoir par son coup d'État du 1er avril 1941. Rétabli par les Britanniques le 1er juin suivant, il confie le gouvernement à Nouri Saïd. 
En 1943, il est nommé héritier présomptif du trône, puis chef de la maison hachémite en 1951.

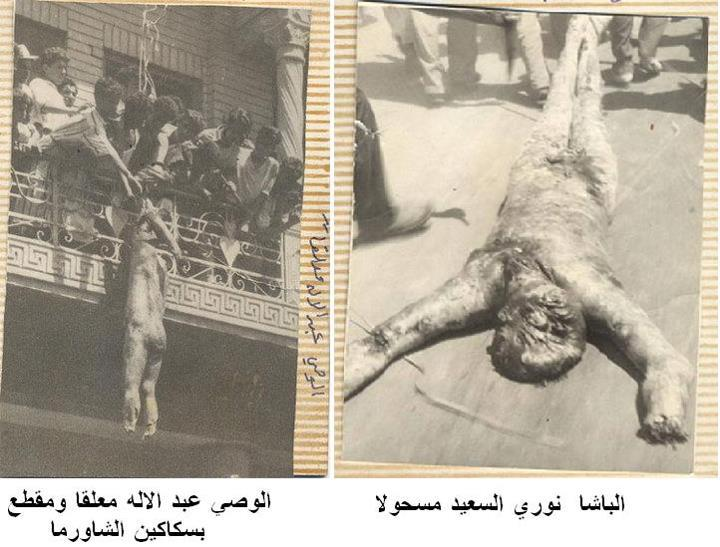
Corps mutilés du régent (à gauche) et de Nouri Saïd (à droite).

Toujours aux prises avec l’opposition des partis démocratiques et nationalistes, il supprime la liberté de la presse, intervient dans les élections de février 1947 et fait traquer les communistes et les opposants réputés tels.
Après la fin de sa régence en 1953, il conserve une grande influence sur le roi Fayçal et demeure l’inspirateur d’une politique de plus en plus impopulaire, qui aboutit au coup d'État du général Kassem le 14 juillet 1958 où il périt assassiné avec le roi, cependant que l'ancien Premier ministre Nouri Saïd est tué le lendemain. Le Time Magazine du 21 juillet 1958 rapporte que : « Le peuple traîna le corps d'Abdelilah dans la rue (al-Rashid) comme celui d'un chien et le déchira membre par membre. »
Étant originaire de Taïf (dans l'actuelle Arabie saoudite), il ne fut jamais considéré comme un Irakien mais comme un étranger, et un « agent » des « colonisateurs » britanniques.